# 10e cérémonie des St. Louis Film Critics Association Awards
La 10e cérémonie des St. Louis Film Critics Association Awards (SLFCA Awards), décernés par la St. Louis Film Critics Association, a eu lieu le 16 décembre 2013, et a récompensé les films réalisés dans l'année.
Les nominations ont été annoncées le lundi 9 décembre 2013.

## Palmarès

### Meilleur film
- Twelve Years a Slave
  - Finaliste : American Bluff (American Hustle)
    - Gravity
    - Her
    - Nebraska

### Meilleur réalisateur
- Steve McQueen pour Twelve Years a Slave
  - Finaliste : Alfonso Cuaron pour Gravity
    - Spike Jonze pour Her
    - Alexander Payne pour Nebraska
    - David O. Russell pour American Bluff (American Hustle)

### Meilleur acteur
- Chiwetel Ejiofor pour le rôle de Solomon Northup dans Twelve Years a Slave
  - Finaliste : Matthew McConaughey pour le rôle de Ron Woodroof dans Dallas Buyers Club
    - Christian Bale pour le rôle de Irving Rosenfeld dans American Bluff (American Hustle)
    - Bruce Dern pour le rôle de Woody Grant dans Nebraska
    - Michael B. Jordan pour le rôle d'Oscar Grant dans Fruitvale Station

### Meilleure actrice
- Cate Blanchett pour le rôle de Jasmine dans Blue Jasmine
  - Finaliste : Meryl Streep pour le rôle de Violet Weston dans Un été à Osage County (August: Osage County)
    - Amy Adams pour le rôle de Sydney Prosser dans American Bluff (American Hustle)
    - Sandra Bullock pour le rôle du Dr Ryan Stone dans Gravity
    - Judi Dench pour le rôle de Philomena Lee dans Philomena
    - Emma Thompson pour le rôle de Pamela L. Travers dans Dans l'ombre de Mary (Saving Mr. Banks)

### Meilleur acteur dans un second rôle
- Jared Leto pour le rôle de Rayon dans Dallas Buyers Club
  - Finaliste : Will Forte pour le rôle de David Grant dans Nebraska
    - Barkhad Abdi pour le rôle d'Abduwali Muse dans Capitaine Phillips (Captain Phillips)
    - Michael Fassbender pour le rôle d'Edwin Epps dans Twelve Years a Slave
    - Harrison Ford pour le rôle de Branch Rickey dans 42

### Meilleure actrice dans un second rôle
- Lupita Nyong'o pour le rôle de Patsey l'esclave dans Twelve Years a Slave
  - Finaliste : June Squibb pour le rôle de Kate Grant dans Nebraska
    - Scarlett Johansson pour le rôle de Samantha (voix) dans Her
    - Jennifer Lawrence pour le rôle de Rosalyn Rosenfeld dans American Bluff (American Hustle)
    - Léa Seydoux pour le rôle d'Emma dans La Vie d'Adèle

### Meilleur scénario original
- Her – Spike Jonze
  - Finaliste : American Bluff (American Hustle) – Eric Singer et David O. Russell
    - All About Albert (Enough Said) – Nicole Holofcener
    - Nebraska – Bob Nelson
    - Dans l'ombre de Mary (Saving Mr. Banks) – Kelly Marcel et Sue Smith

### Meilleur scénario adapté
- Twelve Years a Slave – John Ridley
  - Finaliste : Philomena – Steve Coogan et Jeff Pope
    - Before Midnight – Richard Linklater, Julie Delpy, Ethan Hawke et Kim Krizan
    - Capitaine Phillips (Captain Phillips) – Billy Ray
    - States of Grace (Short Term 12) – Destin Daniel Cretton
    - The Spectacular Now – Scott Neustadter et Michael H. Weber

### Meilleure photographie
(ex æquo)
- Twelve Years a Slave – Sean Bobbitt
- Gravity – Emmanuel Lubezki
  - The Grandmaster (代宗师 Yat doi jung si) – Philippe Le Sourd
  - Gatsby le Magnifique (The Great Gatsby) – Simon Duggan
  - Inside Llewyn Davis – Bruno Delbonnel
  - Nebraska – Phedon Papamichael

### Meilleurs effets visuels
- Gravity
  - Finaliste : Le Hobbit : La Désolation de Smaug (The Hobbit: The Desolation of Smaug)
    - Iron Man 3
    - Pacific Rim
    - Star Trek Into Darkness
    - Thor : Le Monde des ténèbres (Thor: The Dark World)

### Meilleure musique de film
- Her – Marie Ebbing et Ren Klyce
  - Finaliste : Gravity – Steven Price
  - Finaliste : Nebraska – Mark Orton (en)
    - Twelve Years a Slave – Hans Zimmer
    - Le Hobbit : La Désolation de Smaug (The Hobbit: The Desolation of Smaug) – Howard Shore
    - Dans l'ombre de Mary (Saving Mr. Banks) – Thomas Newman

### Meilleure bande originale
- Inside Llewyn Davis – T-Bone Burnett
  - Finaliste : La Reine des neiges (Frozen) – Christophe Beck
    - American Bluff (American Hustle) – Danny Elfman
    - Moi, moche et méchant 2 (Despicable Me 2) – Heitor Pereira et Pharrell Williams
    - Gatsby le Magnifique (The Great Gatsby) – Craig Armstrong

### Meilleure direction artistique
- Gatsby le Magnifique (The Great Gatsby) – Damien Drew, Ian Gracie et Michael Turner
  - Finaliste : Her – Austin Gorg
    - Twelve Years a Slave – Adam Stockhausen
    - The Grandmaster (代宗师 Yat doi jung si) – Yuen Woo-ping
    - Inside Llewyn Davis – Jess Gonchor (en)

### Meilleure comédie
(ex æquo)
- All About Albert (Enough Said)
- Le Dernier Pub avant la fin du monde (The World’s End)
  - Cet été-là (The Way Way Back)
  - Les Flingueuses (The Heat)
  - Nebraska

### Meilleur film en langue étrangère
- La Vie d'Adèle •  France
  - Finaliste : Wadjda (وجدة) •  Allemagne  Arabie saoudite
    - La Chasse (Jagten) •  Danemark
    - Hijacking (Kapringen) •  Danemark
    - No •  Chili  Mexique  États-Unis

### Meilleur film d'animation
- La Reine des neiges (Frozen)
  - Finaliste : Le vent se lève (風立ちぬ, Kaze tachinu)
    - Les Croods (The Croods)
    - Moi, moche et méchant 2 (Despicable Me 2)
    - Monstres Academy (Monsters University)

### Meilleur film documentaire
- Blackfish
  - Finaliste : The Act of Killing (Jagal)
  - Finaliste : Stories We Tell
    - Muscle Shoals
    - Twenty Feet from Stardom

### Meilleur film de festival
- States of Grace (Short Term 12)
  - Finaliste : La Vie d'Adèle
  - Finaliste : Frances Ha

### Special Merit
(meilleure scène, technique cinématographique ou autre moment mémorable)
- Dans Twelve Years a Slave, la scène de la pendaison
  - Finaliste : Dans Gravity, la scène d'ouverture
    - Dans Capitaine Phillips (Captain Phillips), la scène vers la fin où Tom Hanks est examiné par le personnel de l'hôpital militaire et s'effondre
    - Dans Her, la scène de sexe sur OS
    - Dans The Place Beyond the Pines, la scène d'ouverture où Ryan Gosling traverse le carnaval